# Municipio de Plav
El Municipio de Plav (en idioma montenegrino: Општина Плав) es uno de los veintitrés municipios en los que se encuentra dividida la República de Montenegro. Su capital y ciudad más importante es la ciudad de Plav.

## Geografía
El municipio se encuentra situado en el este de la República de Montenegro, limita al norte con el Municipio de Berane y Serbia, al sur con Albania, al este con Albania (ligeramente) y con Serbia y al oeste con el Municipio de Andrijevica.

## Demografía
Según el censo realizado en el 2011 el municipio cuenta con una población de 13.108 habitantes de los que 3.401 habitan en la ciudad de Plav que es la mayor del municipio, le sigue con 1.704 habitantes la pequeña localidad de Gusinje.